# Neoplan N 90x Telebus Unibus Clubliner
Der Neoplan Telebus N 906 T war ein spezieller Niederflur-Midibus von Auwärter Neoplan, der 1979 für das Projekt Behindertentransport in Berlin („Telebus“) mit finanzieller Unterstützung des BMFT von den Hamburger-Hochbahn-Tochterunternehmen Hamburg Consult (HC) und Fahrzeugwerkstätten Falkenried (FFG) entwickelt wurde. Seit dem 27. März 1981 wurde er im neuen Berliner Neoplan-Werk IV Spandau produziert. Der stufenlose Eingang in den Bus fand über eine zweiflügelige Außenschwingtür im Heck statt, das sich bis auf den Boden absenken ließ, damit Rollstühle direkt hineinfahren können. Beim Berliner Telebus-Projekt kamen 33 solcher Fahrzeuge ab Dezember 1981 zum Einsatz.
Die Grundbauform mit vorn neben dem Fahrerplatz liegendem Dieselmotor wurde auch für den normalen Personenverkehr angeboten, hierfür erhielt der Bus den Namen Unibus N 906. Dieser besaß keine Hecktür und keine Absenkvorrichtung, sondern nur eine Doppeltür zwischen den Achsen. Für die Firma Arthur Franke Messebus KG in Berlin wurde eine Version mit zusätzlicher Tür hinter der Hinterachse produziert. Je nach Version waren diese Fahrzeuge bis zu 7,2 m lang. Beide Versionen waren bei verschiedenen Messen oder Sonderveranstaltungen wie der Museumsnacht in Berlin im Einsatz. Viele Modelle sind ins benachbarte osteuropäische Ausland verkauft worden. 
Im Jahre 1982 folgte eine hochflurige Version mit Kofferraum unter dem Fußboden für den Reiseverkehr, die Clubliner N 907 genannt wurde. Von allen Modellen wurden insgesamt über 300 Stück produziert.
Die Linienbusse wurden durch den N 407 (SK1) abgelöst. Der Prototyp hatte die Bezeichnung N 506, die Nullserie N 905. Ein N 905 ging in dem Besitz der DB und wurde als Rufbus in Friedrichshafen eingesetzt. Die Berliner Firma Der Tempelhofer hatte mehrere Telebusse N 906 T in Standardausführung sowie eine verkürzte Sonderanfertigung mit 5,2 m Länge, die später als Ticket-Verkaufswagen für Stadtrundfahrten eingesetzt wurde.
Sonderanfertigungen gab es auch für Banken als rollende Filialen. Solch ein Modell wurde später zu einem THW-Fahrzeug umgerüstet. Vom N 907 gab es Sonderanfertigungen als Notarztwagen und für Intensivtransporte. Es wurde auch ein privater Wohnmobilumbau gesichtet.

## Technische Daten
| Technische Daten | N 906 T Telebus         | N 906 Unibus          | N 907 Clubliner |
| ---------------- | ----------------------- | --------------------- | --------------- |
| Bild             |                         |                       |                 |
| Antrieb          | Dieselmotor             | Dieselmotor           | Dieselmotor     |
| Länge mm         | 6380                    | 6450                  | 7200            |
| Breite mm        | 2380                    | 2380                  | 2380            |
| Höhe mm          | 2450                    | 2450                  | 2700            |
| Plätze           | 1 + bis zu 5 Rollstühle | bis 21+1 Sitz 18 Steh | 20+1 Sitz       |
| Leistung         | 88 PS                   | 102 PS                | 168 PS          |

## BOS-Fahrzeuge
Fahrzeuge der BOS (Behörden und Organisationen mit Sicherheitsaufgaben) wurden bei der Feuerwehr Frankfurt am Main eingesetzt so wie in München beim MKT Krankentransport.